# Ủy ban các nhà Khoa học Quan tâm
Ủy ban các nhà Khoa học Quan tâm (CCS) được thành lập vào năm 1972, là một tổ chức quốc tế độc lập, mục đích là để bảo vệ và thúc đẩy sự phát triển của nhân quyền và tự do về khoa học cho các khoa học gia, bác sĩ và học giả.

## Lịch sử
Ủy ban được thành lập vào năm 1972 tại Washington và New York do một nhóm khoa học gia và học giả mà quan tâm tới việc vi phạm tự do hàn lâm và khủng bố các khoa học gia ở khắp mọi nơi trên thế giới.
Hầu hết các hoạt động của ủy ban trong thập niên 1970 và 1980 có mục đích là để giúp đỡ các refusenik (những người mà muốn di cư khỏi Liên Xô hay những nước trong khối phía Đông) và các học giả bất đồng chính kiến Liên Xô và các nước trong khối phía Đông.

Ủy ban cổ động cả chính quyền Liên Xô lẫn Phương Tây về việc các nhà học giả bị đàn áp, giúp đỡ họ về tinh thần và tài chính, tổ chức những cuộc hội thảo và tọa đàm cho họ, cả ở Liên Xô. Ủy ban đã đóng một vai trò tích cực trong việc giúp đỡ những nhân vật bất đồng chính kiến như Andrei Sakharov, Natan Sharansky, Yuri Orlov, Benjamin Levich, và các người khác.
Sau đó CCS mở rộng các hoạt động tranh đấu cho nhân quyền và vấn đề tự do học thuật tại các nước khác. Thí dụ, họ gây ảnh hưởng cả với chính quyền Trung Quốc và Hoa Kỳ để giúp đỡ nhà vật lý vũ trụ Trung Quốc Fang Lizhi, mà đã ủng hộ sinh viên trong Sự kiện Thiên An Môn. 
 Sau khi di cư sang Hoa Kỳ, chính Fang Lizhi đã hoạt động cho CCS. Vào năm 2001 CCS cổ động chính phủ và tổng thống Nga Vladimir Putin để giúp đỡ khoa học gia Nga Igor Sutyagin, mà bị buộc tội bởi cơ quan tình báo Nga FSB (bộ phận mà thay thế KGB) về tội phản quốc và gián điệp.

## Hoạt động thường niên
Ủy ban ấn hành một bản tường trình hàng năm về các trường hợp vi phạm tự do học thuật và nhân quyền của các khoa học gia và học giả trên khắp thế giới.

## Thành viên
Những khoa học gia nổi tiếng mà đã hoạt động cho CCS bao gồm một số đông các người đã nhận được giải Nobel, như là Paul Flory, Gerhard Herzberg, David Baltimore, Owen Chamberlain, Jerome Karle, Walter Kohn, John Charles Polanyi, Charles Hard Townes, Steven Weinberg, Rosalyn Sussman Yalow, và nhiều người khác.
Nhà toán vật lý học Joel Lebowitz đã từng là cùng giám đốc nhiều năm tại CCS. Sophie Cook, một luật sư chính phủ về hưu, đã làm việc như là giám đốc điều hành từ 2008. Bà thường đi lui tới giữa New York và Washington, D.C.